# Байрак (станція)
Байра́к — вантажно-пасажирська залізнична станція Донецької дирекції Донецької залізниці. Розташована на сході м. Горлівка, Калінінський район, Донецької області на лінії Горлівка — Вуглегірськ між станціями Микитівка (9 км) та Вуглегірськ (11 км).
Через військову агресію Росії на сході Україні транспортне сполучення припинене, водночас керівництво так званих ДНР та ЛНР заявляло про запуск електропоїзда сполученням Луганськ — Ясинувата, що підтверджує сайт Яндекс.